# Décès en décembre 2016
Décès
- 2012
- 2013
- 2014
- 2015
- 2016
- 2017
- 2018
- 2019
- 2020

Pour une information complémentaire, voir la page d'aide.

| Date         | Nom                           | Activités                                                                                              | Âge   | Source |
| ------------ | ----------------------------- | --- | ----- | ------ |
| 1er décembre | Don Calfa                     | Acteur américain.                                                                                      | 76    | (en)   |
| 1er décembre | Gérard Desrosiers             | Médecin canadien.                                                                                      | 97    |        |
| 1er décembre | Inkulab                       | Poète et écrivain indien.                                                                              | 81    | (en)   |
| 1er décembre | Régine Skorka-Jacubert        | Résistante française.                                                                                  | 96    |        |
| 1er décembre | Ousmane Sow                   | Sculpteur sénégalais.                                                                                  | 81    |        |
| 1er décembre | Zekarias Yohannes             | Prélat érythréen de l'Église catholique éthiopienne.                                                   | 91    | (en)   |
| 2 décembre   | Jorge Canavesi                | Joueur et entraîneur argentin de basket-ball                                                           | 96    |        |
| 2 décembre   | Louis-Georges Carrier         | Réalisateur, metteur en scène et scénariste canadien, québécois.                                       | 89    |        |
| 2 décembre   | Billy Chapin                  | Acteur américain.                                                                                      | 72    | (en)   |
| 2 décembre   | Paul de Wispelaere            | Écrivain belge.                                                                                        | 88    |        |
| 2 décembre   | Sammy Lee                     | Plongeur américain, champion olympique (1948, 1952).                                                   | 96    | (en)   |
| 2 décembre   | Gisela May                    | Actrice et chanteuse allemande.                                                                        | 92    | (de)   |
| 2 décembre   | Pierre Rochcongar             | Médecin du sport français.                                                                             | 69    |        |
| 3 décembre   | Mabrouk Belhocine             | Écrivain et historien algérien.                                                                        | 95    |        |
| 3 décembre   | Newman Darby                  | Inventeur américain.                                                                                   | 88    | (en)   |
| 3 décembre   | Antonio Membrado              | Guitariste espagnol.                                                                                   | 81    |        |
| 3 décembre   | Cattarina Mercuri             | Journaliste française.                                                                                 | 56    |        |
| 3 décembre   | Giovanni Orelli               | Poète et écrivain suisse.                                                                              | 88    | (de)   |
| 3 décembre   | Rémy Pflimlin                 | Dirigeant d'entreprise français.                                                                       | 62    |        |
| 4 décembre   | Tadeusz Chmielewski           | Réalisateur, scénariste et producteur de films polonais.                                               | 89    | (pl)   |
| 4 décembre   | Gotlib                        | Auteur de bande dessinée français.                                                                     | 82    |        |
| 4 décembre   | Ferreira Gullar               | Poète et écrivain brésilien.                                                                           | 86    | (pt)   |
| 4 décembre   | Jean-Loup Passek              | Écrivain et critique de cinéma français.                                                               | 80    | (pt)   |
| 4 décembre   | Margaret Whitton              | Actrice américaine.                                                                                    | 67    | (en)   |
| 5 décembre   | Mohamed Dridi                 | Combattant de kick-boxing franco-tunisien.                                                             | 48    |        |
| 5 décembre   | Jayalalithaa                  | Femme politique indienne.                                                                              | 68    | (en)   |
| 5 décembre   | Marcel Renaud                 | Céiste français, médaillé d'argent aux Jeux olympiques d'été de 1956.                                  | 90    |        |
| 5 décembre   | Kristin Rohde                 | Actrice américaine.                                                                                    | 52    | (en)   |
| 5 décembre   | Big Syke                      | Rappeur américain.                                                                                     | 48    | (en)   |
| 6 décembre   | Bruno Bayen                   | Romancier, auteur dramatique et metteur en scène français.                                             | 66    |        |
| 6 décembre   | Rudolf Bkouche                | Mathématicien français.                                                                                | 82    |        |
| 6 décembre   | Adolf Burger                  | Écrivain, journaliste et scénariste slovaque.                                                          | 99    | (cs)   |
| 6 décembre   | Jacky Morael                  | Homme politique belge.                                                                                 | 57    |        |
| 6 décembre   | Peter Vaughan                 | Acteur britannique.                                                                                    | 93    |        |
| 7 décembre   | Warren Allmand                | Avocat et homme politique canadien.                                                                    | 84    |        |
| 7 décembre   | Marie-Louise Asseu            | Comédienne et réalisatrice ivoirienne.                                                                 | 40/49 |        |
| 7 décembre   | Paul Elvstrøm                 | Régatier danois, champion olympique (1948, 1952, 1956, 1960).                                          | 88    | (da)   |
| 7 décembre   | Greg Lake                     | Chanteur, guitariste et auteur-compositeur britannique.                                                | 69    | (en)   |
| 7 décembre   | Elliott Schwartz              | Compositeur américain.                                                                                 | 80    | (en)   |
| 7 décembre   | Mohamed Tahar Fergani         | Chanteur, violoniste et compositeur algérien.                                                          | 88    |        |
| 8 décembre   | John Glenn                    | Astronaute, pilote de chasse et homme politique américain.                                             | 95    | (en)   |
| 8 décembre   | Peter Jackson                 | Écrivain et photographe britannique.                                                                   | 90    | (en)   |
| 8 décembre   | Joseph Mascolo                | Acteur américain.                                                                                      | 87    | (en)   |
| 9 décembre   | Francisc Bárányi              | Homme politique roumain.                                                                               | 80    | (ro)   |
| 9 décembre   | Jens Risom                    | Designer danois.                                                                                       | 100   | (da)   |
| 9 décembre   | Ronald Webster                | Homme politique britannique.                                                                           | 90    | (en)   |
| 10 décembre  | Peter Brabrook                | Footballeur anglais.                                                                                   | 79    | (en)   |
| 10 décembre  | Felix Browder                 | Mathématicien américain.                                                                               | 89    | (en)   |
| 10 décembre  | Bill Dineen                   | Hockeyeur sur glace puis entraîneur canadien.                                                          | 84    | (en)   |
| 10 décembre  | Étienne Fabre                 | Cycliste français.                                                                                     | 20    |        |
| 10 décembre  | Jean-Claude Frécon            | Homme politique français.                                                                              | 72    |        |
| 10 décembre  | Sergueï Mikaelian             | Réalisateur et scénariste soviétique puis russe.                                                       | 93    | (ru)   |
| 10 décembre  | John Montague                 | Poète irlandais.                                                                                       | 87    | (en)   |
| 10 décembre  | William J. Richardson         | Philosophe américain.                                                                                  | 96    | (en)   |
| 10 décembre  | Alberto Seixas Santos         | Cinéaste portugais.                                                                                    | 80    | (pt)   |
| 10 décembre  | Rafael Tovar y de Teresa (es) | Homme politique, diplomate, historien et écrivain mexicain.                                            | 62    |        |
| 10 décembre  | Willie Julian Usery, Jr.      | Leader syndical et homme d'État américain, Secrétaire au Travail des États-Unis (1976-1977).           | 92    | (en)   |
| 11 décembre  | Sadek al-Azem                 | Philosophe syrien.                                                                                     | 82    | (en)   |
| 11 décembre  | Esma Redžepova                | Chanteuse rom macédonienne.                                                                            | 73    | (mk)   |
| 11 décembre  | François de Witt              | Journaliste économique français.                                                                       | 72    |        |
| 12 décembre  | Jean-Claude Deret             | Scénariste, dramaturge, acteur et écrivain français, créateur de Thierry la Fronde.                    | 95    |        |
| 12 décembre  | Shirley Hazzard               | Écrivain américain.                                                                                    | 85    | (en)   |
| 12 décembre  | Charles Mwando Nsimba         | Homme politique congolais.                                                                             | 80    |        |
| 12 décembre  | James Prior                   | Homme politique britannique.                                                                           | 89    | (en)   |
| 12 décembre  | Javier Echevarría Rodríguez   | Évêque catholique espagnol, prélat de l'Opus Dei.                                                      | 84    | (en)   |
| 12 décembre  | Walter Swinburn               | Jockey britannique.                                                                                    | 55    | (en)   |
| 13 décembre  | Abdelkader Ghalem             | Footballeur tunisio-algérien.                                                                          | 78    |        |
| 13 décembre  | Ethel Moustacchi              | Chercheuse en biologie moléculaire et radiobiologie.                                                   | 83    |        |
| 13 décembre  | Jen Roger                     | Chanteur et animateur, maître de cérémonie, canadien, québécois.                                       | 88    |        |
| 13 décembre  | Thomas Schelling              | Économiste américain.                                                                                  | 95    | (en)   |
| 13 décembre  | Poul Søgaard                  | Homme politique danois.                                                                                | 93    | (da)   |
| 13 décembre  | Zubaida Tharwat               | Actrice égyptienne.                                                                                    | 76    | (en)   |
| 13 décembre  | Alan Thicke                   | Acteur canadien.                                                                                       | 69    | (en)   |
| 14 décembre  | Paulo Evaristo Arns           | Cardinal brésilien.                                                                                    | 95    | (pt)   |
| 14 décembre  | Fosco Becattini               | Footballeur international italien.                                                                     | 91    | (it)   |
| 14 décembre  | Shirley Dysart                | Femme politique canadienne.                                                                            | 88    |        |
| 14 décembre  | Stephen Fienberg              | Statisticien canadien.                                                                                 | 74    | (en)   |
| 14 décembre  | Bernard Fox                   | Acteur britannico-américain.                                                                           | 89    | (en)   |
| 14 décembre  | Karel Husa                    | Compositeur et chef d'orchestre tchécoslovaque puis américain.                                         | 95    | (de)   |
| 14 décembre  | Gérard Lemaître               | Danseur contemporain français.                                                                         | 80    | (nl)   |
| 14 décembre  | Halfdan T. Mahler             | Docteur en médecine danois.                                                                            | 93    | (en)   |
| 14 décembre  | Jean Maufay                   | Peintre français.                                                                                      | 89    |        |
| 14 décembre  | Jean-Paul Pier                | Mathématicien luxembourgeois.                                                                          | 83    |        |
| 14 décembre  | Claude Prosdocimi             | Joueur et entraineur de football français.                                                             | 89    |        |
| 14 décembre  | Ahmed Rateb                   | Acteur égyptien.                                                                                       | 67    |        |
| 14 décembre  | Guennadi Tsygourov            | Hockeyeur sur glace puis entraîneur soviétique, russe.                                                 | 74    | (ru)   |
| 15 décembre  | Howard Bingham                | Photographe américain.                                                                                 | 77    |        |
| 15 décembre  | Harley Saito                  | Lutteuse professionnelle japonaise.                                                                    | 48    | (ja)   |
| 15 décembre  | Mohamed Zouari                | Ingénieur tunisien.                                                                                    | 49    | (ar)   |
| 16 décembre  | Eric Defoort                  | Homme politique belge.                                                                                 | 73    |        |
| 16 décembre  | Cecil Howard                  | Réalisateur américain.                                                                                 | 77    | (en)   |
| 16 décembre  | Bill Malenfant                | Homme politique canadien.                                                                              | 87    | (en)   |
| 16 décembre  | Faïna Melnyk                  | Athlète soviétique, championne olympique (1972).                                                       | 71    |        |
| 16 décembre  | Daniel Zohary                 | Botaniste israélien.                                                                                   | 90    |        |
| 17 décembre  | Walter Hachborn (en)          | Homme d'affaires canadien, cofondateur de Home Hardware.                                               | 95    | (en)   |
| 17 décembre  | Henry J. Heimlich             | Médecin américain.                                                                                     | 96    | (en)   |
| 17 décembre  | Gordon Hunt                   | Réalisateur et acteur américain.                                                                       | 87    | (en)   |
| 17 décembre  | Anne Ranasinghe               | Écrivaine srilankaise                                                                                  | 91    | (en)   |
| 18 décembre  | Eddie Bailham                 | Footballeur international irlandais.                                                                   | 75    | (en)   |
| 18 décembre  | Zsa Zsa Gábor                 | Actrice américaine.                                                                                    | 99    |        |
| 18 décembre  | Guinyo Ganev                  | Homme politique bulgare.                                                                               | 88    | (bg)   |
| 18 décembre  | Sata Isobe                    | Joueuse de volley-ball japonaise, championne olympique (1964).                                         | 72    | (en)   |
| 18 décembre  | Léo Marjane                   | Chanteuse française.                                                                                   | 104   |        |
| 18 décembre  | Heinz Ulzheimer               | Athlète allemand, médaillé de bronze aux Jeux olympiques d'été de 1952.                                | 90    | (de)   |
| 18 décembre  | Zuka                          | Artiste peintre américaine.                                                                            | 92    |        |
| 19 décembre  | Mix et Remix                  | Dessinateur suisse.                                                                                    | 58    |        |
| 19 décembre  | Andreï Karlov                 | Diplomate russe.                                                                                       | 62    |        |
| 19 décembre  | Anique Poitras                | Écrivaine canadienne, québécoise.                                                                      | 55    |        |
| 19 décembre  | Fidel Uriarte                 | Footballeur espagnol.                                                                                  | 71    |        |
| 20 décembre  | Robert Eddins                 | Joueur américain de football U.S.                                                                      | 28    | (en)   |
| 20 décembre  | Dominique Lévesque            | Acteur et humoriste canadien, québécois.                                                               | 64    |        |
| 20 décembre  | Michèle Morgan                | Actrice française.                                                                                     | 96    |        |
| 21 décembre  | Corno                         | Artiste peintre canadienne, québécoise.                                                                | 64    |        |
| 21 décembre  | Angelo Di Marco               | Dessinateur de presse et de bandes dessinées français.                                                 | 89    |        |
| 21 décembre  | Marc Nicolas                  | Haut fonctionnaire français.                                                                           | 59    |        |
| 21 décembre  | Pepe Sánchez                  | Acteur et réalisateur colombien.                                                                       | 82    | (es)   |
| 21 décembre  | Jean Vasca                    | Auteur-compositeur-interprète français.                                                                | 76    |        |
| 22 décembre  | William Abitbol               | Homme politique français.                                                                              | 67    |        |
| 22 décembre  | Jean Paul Barbier-Mueller     | Collectionneur et écrivain suisse.                                                                     | 86    |        |
| 22 décembre  | John Gwilliam                 | Joueur de rugby à XV gallois.                                                                          | 93    | (en)   |
| 22 décembre  | Alberto Laiseca               | Romancier, poète et nouvelliste argentin.                                                              | 75    | (es)   |
| 22 décembre  | Chheng Phon                   | Artiste cambodgien.                                                                                    | 86    | (en)   |
| 22 décembre  | Philip Saville                | Réalisateur et acteur britannique.                                                                     | 86    | (en)   |
| 22 décembre  | Franca Sozzani                | Rédactrice en chef italienne de l'édition locale du magazine Vogue.                                    | 66    |        |
| 22 décembre  | Miruts Yifter                 | Athlète éthiopien, double champion olympique aux Jeux olympiques d'été de 1980.                        | 72    |        |
| 23 décembre  | Pape Badiane                  | Joueur français de basket-ball.                                                                        | 36    |        |
| 23 décembre  | Jean Gagnon                   | Prélat canadien de l'Église catholique.                                                                | 75    |        |
| 23 décembre  | Heinrich Schiff               | Violoncelliste et chef d'orchestre autrichien.                                                         | 65    | (de)   |
| 23 décembre  | Piers Sellers                 | Spationaute britannico-américain.                                                                      | 61    | (en)   |
| 23 décembre  | Vesna Vulović                 | Hôtesse de l'air serbe.                                                                                | 66    | (en)   |
| 24 décembre  | Richard George Adams          | Romancier britannique.                                                                                 | 96    | (en)   |
| 24 décembre  | Rick Parfitt                  | Chanteur et guitariste anglais du groupe Status Quo.                                                   | 68    |        |
| 24 décembre  | Gil Parrondo                  | Directeur artistique espagnol.                                                                         | 95    |        |
| 24 décembre  | Liz Smith                     | Actrice britannique.                                                                                   | 95    | (en)   |
| 24 décembre  | Er-mi Zhao                    | Herpétologiste chinois.                                                                                | 86    | (zh)   |
| 25 décembre  | Sandra Giles                  | Actrice américaine.                                                                                    | 84    | (en)   |
| 25 décembre  | Anton Goubankov               | Journaliste et fonctionnaire russe, directeur du département de la culture au Ministère de la Défense. | 51    | (en)   |
| 25 décembre  | Michel Henry                  | Peintre et lithographe français.                                                                       | 88    |        |
| 25 décembre  | Valéry Khalilov               | Militaire et chef d'orchestre russe.                                                                   | 64    |        |
| 25 décembre  | George Michael                | Auteur-compositeur-interprète britannique.                                                             | 53    |        |
| 25 décembre  | Alphonse Mouzon               | Batteur et percussionniste américain de jazz fusion.                                                   | 68    | (en)   |
| 25 décembre  | Lucila Nogueira               | Écrivaine brésilienne.                                                                                 | 66    | (pt)   |
| 25 décembre  | Miriam Pirazzini              | Chanteuse mezzo-soprano italienne.                                                                     | 98    | (en)   |
| 25 décembre  | Núria Pompeia                 | Auteure de bande dessinée espagnole.                                                                   | 85    | (es)   |
| 25 décembre  | Vera Rubin                    | Astronome américaine.                                                                                  | 88    | (en)   |
| 25 décembre  | Léon Soulier                  | Évêque catholique français.                                                                            | 92    |        |
| 25 décembre  | Eliseo Subiela                | Réalisateur et scénariste argentin.                                                                    | 71    | (es)   |
| 26 décembre  | Ashot Anastasian              | Grand maître arménien du jeu d'échecs.                                                                 | 52    | (en)   |
| 26 décembre  | Elvio Porta                   | Scénariste, réalisateur et acteur italien.                                                             | 71    | (it)   |
| 27 décembre  | Mariza Corrêa                 | Anthropologue brésilienne.                                                                             | 71    |        |
| 27 décembre  | Maurice Failevic              | Réalisateur et scénariste français.                                                                    | 83    |        |
| 27 décembre  | Carrie Fisher                 | Actrice américaine.                                                                                    | 60    | (en)   |
| 27 décembre  | Claude Gensac                 | Actrice française.                                                                                     | 89    |        |
| 27 décembre  | Hans Tietmeyer                | Économiste allemand.                                                                                   | 85    | (en)   |
| 27 décembre  | Ratnasiri Wickremanayake      | Homme politique sri-lankais.                                                                           | 83    | (en)   |
| 28 décembre  | Gregorio Álvarez              | Homme politique uruguayen.                                                                             | 91    | (en)   |
| 28 décembre  | Pierre Barouh                 | Auteur-compositeur-interprète et producteur français.                                                  | 82    |        |
| 28 décembre  | Michel Déon                   | Écrivain français, membre de l'Académie française.                                                     | 97    |        |
| 28 décembre  | Debbie Reynolds               | Actrice américaine, mère de Carrie Fisher.                                                             | 84    |        |
| 28 décembre  | Jean-Christophe Victor        | Géographe, géopoliticien français, présentateur de l'émission télévisée Le Dessous des cartes.         | 69    |        |
| 29 décembre  | Raymond Burki                 | Caricaturiste et illustrateur suisse.                                                                  | 67    |        |
| 29 décembre  | Raoul Curet                   | Acteur français.                                                                                       | 96    |        |
| 29 décembre  | Néstor Gonçálves              | Footballeur uruguayen.                                                                                 | 80    | (es)   |
| 29 décembre  | F. Ross Johnson               | Homme d'affaires canadien.                                                                             | 85    | (en)   |
| 29 décembre  | Ferdi Kübler                  | Coureur cycliste suisse.                                                                               | 97    |        |
| 29 décembre  | Judith Mason                  | Artiste peintre sud-africaine.                                                                         | 78    | (en)   |
| 29 décembre  | Jerzy Pomianowski             | Écrivain polonais.                                                                                     | 95    | (pl)   |
| 29 décembre  | William Salice                | Inventeur italien.                                                                                     | 83    |        |
| 29 décembre  | Lucien Schaeffer              | Footballeur français.                                                                                  | 88    |        |
| 29 décembre  | Olga Ulianova                 | Historienne chilienne                                                                                  | 53    |        |
| 30 décembre  | Mohamed Diab Al Attar         | Footballeur et arbitre de football égyptien.                                                           | 89    | (ar)   |
| 30 décembre  | Rich Conaty                   | Animateur de radio américain.                                                                          | 62    | (en)   |
| 30 décembre  | Damien Ricour                 | Réalisateur et comédien français.                                                                      | 44    |        |
| 30 décembre  | Robert Taussat                | Historien français.                                                                                    | 96    |        |
| 30 décembre  | Tyrus Wong                    | Artiste peintre, illustrateur, céramiste, lithographe et designer américain, créateur de Bambi.        | 106   |        |
| 31 décembre  | William Christopher           | Acteur américain.                                                                                      | 84    | (en)   |
| 31 décembre  | Henning Christophersen        | Homme politique danois.                                                                                | 77    |        |
| 31 décembre  | Danièle Karniewicz            | Syndicaliste française.                                                                                | 61    |        |
| 31 décembre  | David Meltzer                 | Écrivain, poète et musicien américain.                                                                 | 79    | (en)   |
| 31 décembre  | Dimitri Romanovitch de Russie | Prince de Russie, chef de la Maison Romanov.                                                           | 90    | (ru)   |
| 31 décembre  | Eva Šuranová                  | Athlète tchèque.                                                                                       | 70    | (sk)   |